# Orchestre de Chambre Nouvelle-Aquitaine
L'Orchestre de Chambre Nouvelle-Aquitaine (anciennement Orchestre Poitou-Charentes) est un orchestre symphonique français basé à Poitiers.

## Historique
L’Orchestre de Chambre Nouvelle-Aquitaine (anciennement Orchestre Poitou-Charentes) est une formation créée en 1981 et composée d’une quarantaine de musiciens, qui sont pour la plupart enseignants des conservatoires de la région. Sa qualité musicale reconnue lui permet d’inviter régulièrement des chefs et des solistes nationaux comme internationaux, tels que François-Xavier Roth, Arie van Beek, Jurjen Hempel, Tedi Papavrami, Nemanja Radulovic, Mireille Delunsch, Pierre Bleuse, Julien Leroy...
Présente dans les grandes villes de la région comme dans les plus petites communes, la formation se plaît à distiller l’émotion en allant à la rencontre du public. L’itinérance prend alors tout son sens et les rendez-vous réguliers de cet orchestre à géométrie variable deviennent incontournables. L'OCNA réside et est associé au Théâtre Auditorium de Poitiers.
Le chef et pianiste Jean-François Heisser est le directeur artistique de l’OCNA depuis 2000. Cet artiste éclectique et polyvalent élabore des programmes singuliers, associant le « grand répertoire » à des œuvres plus rares, jusqu’à la musique contemporaine. Sous son impulsion, l’OPC est invité sur les scènes les plus prestigieuses et à de nombreux festivals : Opéra-Comique, Festival Berlioz, Festival de la Roque d’Anthéron, Festival de l’Epau… Au total : une cinquantaine de concerts par an.
En 2017, à la suite de la réforme régionale mise en place quelques mois plus tôt, l'Orchestre Poitou-Charentes est rebaptisé « Orchestre de Chambre Nouvelle-Aquitaine », du nom de la région Nouvelle-Aquitaine. Sa mission d'itinérance s'étend alors à l'ensemble de ce nouveau territoire.

## Directeurs artistiques
- Charles Frey (1989–2000)
- Jean-François Heisser (à partir de 2000)

## Discographie

### Chez Mirare
- « Messiaen : Des canyons aux étoiles » (Mirare 2022). Avec Jean-François Heisser, direction, Jean-Frédéric Neuburger, piano, Adélaïde Ferrière, xylorimba, Florent Jodelet, glockenspiel, et Takenori Nemoto, cor.
- « Beethoven, Intégrale des cinq concertos pour piano » (Mirare 2017). Avec Jean-François Heisser, direction et piano.
- « American Journey » (Mirare 2013). Avec Jean-François Heisser, direction et piano, et Tai Murray, violon.
- « Théodore Dubois » (Mirare 2011). Avec Jean-François Heisser, direction et piano, et Marc Coppey, violoncelle.
- « Wien 1925 : Berg, Strauss, Schönberg, Webern » (Mirare 2011). Avec Jean-François Heisser, direction, Marie-Josèphe Jude, piano, et François-Marie Drieux, violon.
- « De Falla : El Amor Brujo » (Mirare 2007). Avec Jean-François Heisser, direction, Antonia Contreras, cante flamenco, Chantal Perraud, soprano, Jérôme Correas, baryton, et Éric Huchet, ténor.